# Iglesia Carismática Episcopal
La Iglesia Carismática Episcopal, es una denominación cristiana establecida en 1992,que es parte de la Comunión Internacional de la Iglesia Carismática Episcopal, conocida por sus siglas CIICE ("ICCEC" en inglés). Nace de la experiencia espiritual de cristianos de diversas denominaciones con el Movimiento Carismático, y con el Movimiento de Convergencia. Su identidad y misión es ser dentro del Cristianismo, una Iglesia totalmente Evangélica, totalmente Carismática, y totalmente Sacramental/Litúrgica.
Contrario a lo que se podría pensar por su nombre, la Iglesia no proviene, ni tiene relación con la Iglesia Episcopal, ni con la Comunión Anglicana, salvo el uso del Libro de Oración Común por parte de la mayoría de sus ministros ordenados en los servicios dominicales, también llamadas celebraciones eucarísticas. El nombre Episcopal, es usado en la Iglesia por su raíz, del griego "episkopos", que actualmente se traduce como "obispo", ya que es central para la identidad y fe de la Iglesia el ser lidereados por obispos con sucesión apostólica, y abiertos a la guía del Espíritu Santo.
La Iglesia afirma que ella no surge de la separación con otra Iglesia, ni que el fin sea llenar de miembros a la Iglesia, si no, edificar a todos los cristianos de diversas denominaciones, y acercar a Cristo a todos los que no le conocen; "la CIICE no se trata de separarse de ninguna otra iglesia; somos un nuevo comienzo, reunidos y llamados por Dios, a través de líderes de muchas denominaciones. Ellos vieron la necesidad de una Iglesia que combine en una misma realidad, las prácticas ancetrales de la Iglesia apostólica, compartiendo las buenas nuevas de Jesús, y experimentando el Espíritu Santo en la adoración."
Actualmente tiene diócesis o misiones en Europa, África, América del Norte, América del Sur, América Central y Asia.En América del Norte, la mayoría de las congregaciones y misiones de la Iglesia Carismática Episcopal están ubicadas en el norte, sudeste, medio oeste y oeste de los Estados Unidos; también tiene presencia en Texas y en el oeste de Canadá .

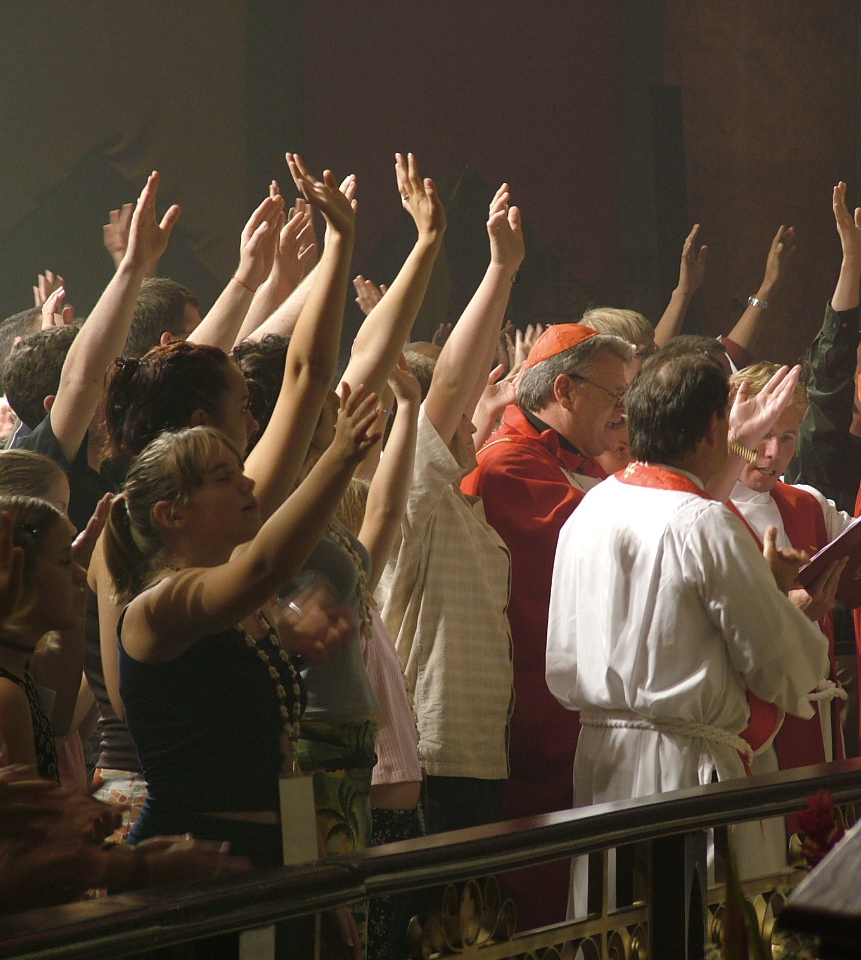
Eucaristía de la Iglesia Carismática Episcopal en la Catedral del Rey en Manila

### Historia y Origen

#### Antecedentes
Los orígenes de la Comunión Internacional de la Iglesia Carismática Episcopal se desenvuelven en en el contexto del Movimiento de Convergencia, iniciado entre 1977 y 1985, en Estados Unidos. Una variedad de personas provenientes de diversas denominaciones y tradiciones cristianas, que habiendo vivido la experiencia carismática espiritual llamada Bautismo en el Espíritu Santo, comenzaron a unificar la esencia del estilo evangélico, en la predicación y experiencia personal de salvación y conversión, con las expresiones carismáticas de alabanza y adoración, y con el uso de liturgias del Libro de Oración Común, inspirados en escritores protestantes evangélicos contemporáneos, tales como Thomas Howard, Robert E. Webber, Peter E. Gillquist, así como en los antiguos escritores Cristianos, conocidos como los padres de la Iglesia primitiva. Este mensaje fue promovido por pastores de diversas denominaciones, teólogos, y estudiosos de las Escrituras, historia del Cristianismo, y la patrística, que invitaban a los creyentes modernos, a volver a las raíces sacramentales de la iglesia primitiva.
Esta invitación suscitó el nacimiento de nuevas denominaciones y grupos, que se caracterizan por tratar de mantener en la adoración, el aspecto contemporáneo y el aspecto ancestral, viendo el énfasis evangélico, carismático, y sacramental, como tres corrientes que brotan del mismo Espíritu Santo, y que acercan al creyente al enfoque de la Iglesia de los primeros siglos. Esto en contraste con las denominaciones cristianas habituales, que si fuesen de tinte Cárismatico, no se enfocaban tanto en lo Sacramental/litúrgico, y viceversa.
En medio de ese ambiente e ideal de convergencia, se forma oficialmente en 1992, lo que hoy es la Comunión Internacional de la Iglesia Carismática Episcopal (CIICE), que abraza la convicción de ser una obra de Dios, para ofrecer una manera de seguir a Cristo viviendo las tres corrientes: Evangélica, Carismática y Sacramental, como tres fuentes armónicas, que provienen del mismo Espíritu. 

#### Establecimiento y crecimiento
Creer en la Sucesión Apostólica, y el interés en que la Iglesia tuviese obispos ordenados con ésta, fue una prioridad para la CIICE (ICCEC) desde sus inicios.
El 26 de junio de 1992, Randolph Adler fue consagrado como el primer obispo y primado de la  Iglesia Carismática Episcopal, junto con Timothy Michael Barker, de otra denominación llamada Comunión Católica Libre Internacional, por la imposición de las manos del arzobispo-patriarca Herman Adrian Spruit, y su esposa, quien se desempeñó como consagrante principal, ambos clérigos de la Iglesia Católica Apostólica de Antioquía, una jurisdicción católica independiente.
Unos años después de la consagración de Adler, el clero del CIICE comenzó a expresar preocupación porque Barker tenía una visión teológica liberal, con apertura a la ordenación de mujeres, y enseñanza de una ética sexual no tradicional.
En 1996, Adler fue nombrado primer obispo-patriarca de la Comunión de Iglesia Carismática Episcopal. En 1997, con la intención de reforzar el ser asociados a las creencias doctrinales y morales tradicionales, así como asegurar la sucesión apostólica de los obispos de la Iglesia Carismática Episcopal, se adquirió la consagración y ordenación de todo su clero por parte de Carlos Duarte Costa, Obispo Católico Romano, fundador de la Iglesia Católica Apostólica Brasileña. Hasta entonces, la Comunión Internacional de la Iglesia Carismática Episcopal, tiene la sucesión apostólica, dentro del episcopado histórico a través de la línea Rebiban. 
La CIICE (ICCEC) adoptó la siguiente declaración sobre su identidad y misión: "La Iglesia Episcopal Carismática existe para hacer visible el Reino de Dios; para llevar la rica vida sacramental y litúrgica de la iglesia primitiva a los evangélicos y carismáticos en búsqueda; para llevar el poder de Pentecostés a nuestros hermanos y hermanas en las iglesias históricas; y finalmente, para proporcionar un hogar para todos los Cristianos que buscan una iglesia litúrgico/sacramental, evangélica y carismática y un fundamento para sus vidas y dones de ministerio". La CIICE experimentó un rápido crecimiento durante los primeros diez años de su existencia, sin embargo, la tasa de crecimiento en los Estados Unidos se estancó a principios del siglo XXI.

#### Primeros Desafíos y Cisma
En 2006, la Iglesia Carismática Episcopal en Estados Unidos experimentó una crisis que resultó en la salida de aproximadamente el 30% de su clero y sus congregaciones, incluidos siete obispos en servicio activo y un obispo jubilado. En septiembre de 2006, el Consejo emitió una declaración con sus conclusiones, a la que luego siguieron varias salidas más en Estados Unidos. Algunos de los clérigos y congregaciones que partieron, encontraron nuevos hogares dentro de la Iglesia Ortodoxa Griega de Antioquía como clérigos y parroquias de rito occidental, y algunos entraron en plena comunión con la Iglesia Católica Romana a través del Ordinariato Personal de la Cátedra de San Pedro .

## Crecimiento y Estadísticas
Actualmente hay unas 80 parroquias en Estados Unidos y sólo siete tienen más de 100 miembros. La mayoría de las parroquias en Estados Unidos tienen menos de 50 miembros, con un total de unos 2,000 miembros en Estados Unidos. Sin embargo, la Iglesia está experimentando un crecimiento significativo en el extranjero, contando en la actualidad con unas 2,500 iglesias en todo el mundo; la mayoría de estas iglesias se encuentran en África, seguido de Brasil y luego Asia.

## Doctrina y Creencias

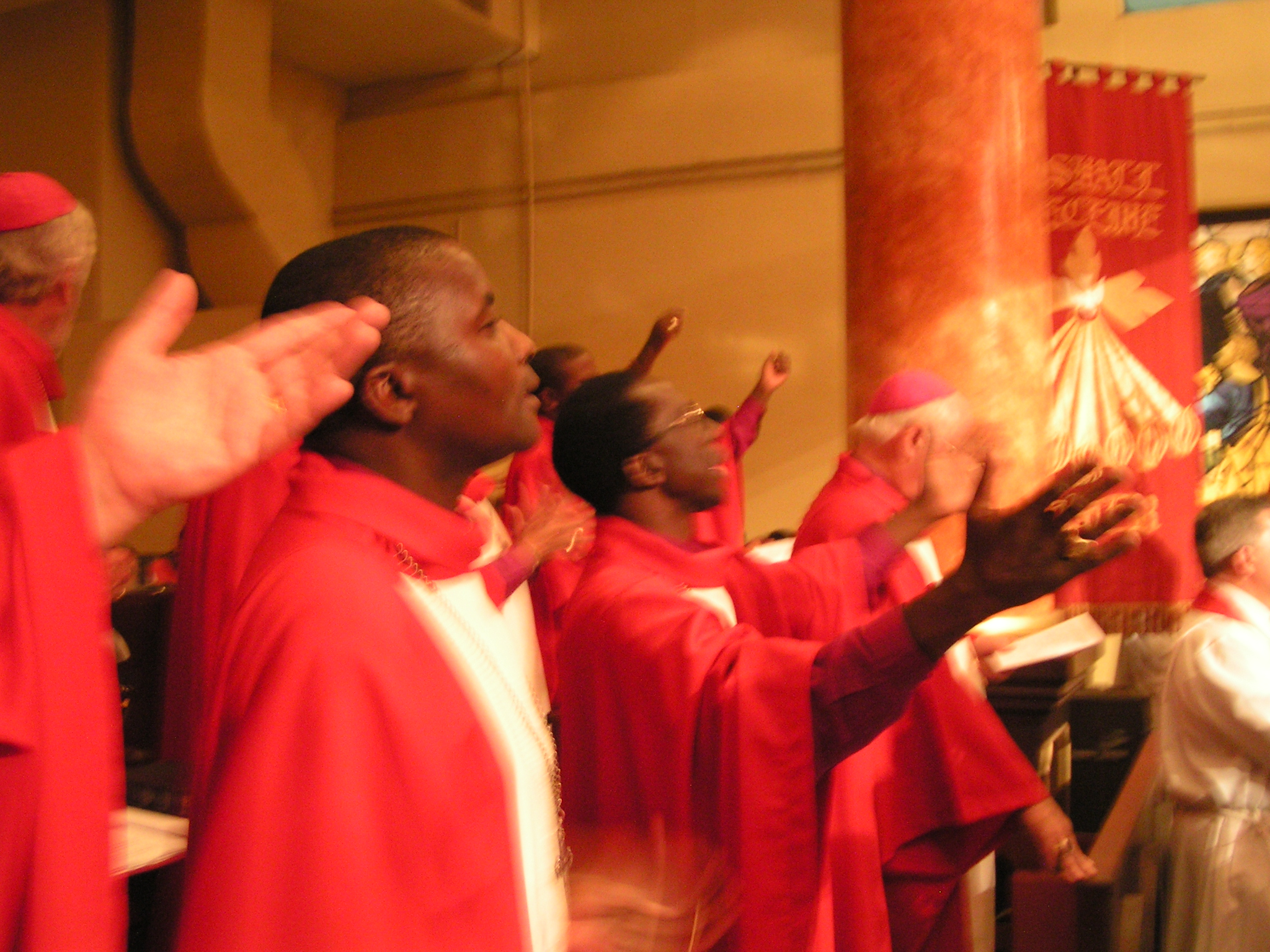
Obispos africanos de la CIICE

### Creencias Esenciales
La Iglesia se considera plenamente evangélica, carismática y litúrgico/sacramental.
Algunas de las doctrinas esenciales de la Iglesia Carismática Episcopal son la fe en la autoridad de las Sagradas Escrituras, la salvación por gracia a través de la fe en Jesucristo y los méritos de su expiación, la sucesión apostólica, los 7 Sacramentos como instituidos por Cristo, en la presencia real de Cristo en la Eucaristía, en la experiencia carismática y espiritual del Bautismo en el Espíritu Santo, y en que el avivamiento Carismático es un movimiento genuino de Dios .
La Iglesia cree en la Trinidad de Dios, en la encarnación de Jesucristo por obra del Espíritu Santo, en la unión hipostática de las dos naturalezas de Cristo como verdadero Dios y verdadero hombre, en que vivió una vida santa, en su pasión, muerte redentora, resurrección, asencion al cielo y en su segunda venida. La Iglesia cree en la existencia de los ángeles como criaturas espirituales no corporales, y en la existencia personal de Satanás y los demás ángeles caídos.
La Iglesia cree en el libre albedrío y en que todos los hombres nacen con la herida del pecado de los orígenes y en necesidad de redención; que por medio de Cristo, el pecado personal y original es removido del creyente, sin embargo, la concupiscencia o tendencia al pecado sigue presente en el ser humano, por lo que el cristiano debe esforzarse en seguir los impulsos del Espíritu Santo, que le mueven a vivir la santidad que ya se tiene al estar en Cristo. La Iglesia cree en vivir en la vida ordinaria los mandamientos y la caridad del Evangelio; en la lectura constante de la Palabra de Dios, la recepción frecuente de los Sacramentos, y en la oración personal y comunitaria, tanto con las propias palabras, como siguiendo una estructura litúrgica.
Se suele ver en la CIICE (ICCEC) a la salvación y la santificación como dos realidades separadas, aunque intrínsecamente relacionadas, distintas entre sí; esto para enfatizar en que la salvación es por gracia y no por obras, aunque las obras son fruto de la salvación y la gracia. La visión más común en la Iglesia es que si la persona verdaderamente recibió la salvación, no la puede perder, salvo la rechace explícitamente.
La CIICE (ICCEC) cree en congregarse los Domingos para adorar y recibir el Sacramento de la Eucaristía. Se cree que la alma del creyente va al Cielo al momento de morir. No hay una declaración oficial sobre el purgatorio o proceso de purificación después de la muerte, siendo una pequeña cantidad de miembros los que creen en esta posibilidad y los que oran por el eterno descanso de los difuntos, aunque la mayoría de los obispos enseñan la gloria inmediata del alma del creyente después de morir. La CIICE (ICCEC) cree también en la última persecución y tribulación de la iglesia, en la resurrección de los muertos en los últimos días y en la segunda venida de Cristo; en el juicio final y en la vida eterna: condenación o gloria eterna, llamada también visión beatifica.
La CIICE (ICCEC) cree que el objeto de la adoración es solamente Dios. También cree en la comunión de los santos entendiendo que desde la mediación de Cristo, los creyentes pueden orar unos por otros, así como las almas de los redimidos que están en el Cielo, conocidos como santos, pueden orar por los creyentes que están en la tierra, no obstante, se promueve por muchos miembros, que la oración va dirigida solamente a Dios; Padre, Hijo y Espíritu Santo. Es común en la Iglesia hablar y poner como ejemplo de vida cristiana a los santos de los primeros siglos, también llamados hombres o mujeres ilustres, en los que se encuentran algunos personajes del Nuevo Testamento, los Apóstoles, los padres de la Iglesia, entre otros. De la misma manera, es promovido en muchos ambientes de la Iglesia, la idea de que todos los creyentes, por el hecho de estar en Cristo ya son santos, pues la santidad de Cristo habita en ellos; de esta manera el creyente está llamados a manifestar cada vez más la santidad de Cristo en la propia vida.
María es honrada en la CIICE (ICCEC) como madre de Jesucristo y modelo de una vida cristiana; es llamada por muchos miembros como madre del Señor, madre del Salvador, o madre de Dios. Respecto a los dogmas marianos, devociones marianas, rezo del rosario, y uso de imágenes en la devoción, mientras se adore solamente a Dios, la CIICE (ICCEC) considera estos temas no esenciales, y permite a los miembros que se sientan cómodos espiritualmente, creer y practicar tales cosas; esto por la dimensión ecuménica de la Iglesia. Por otro lado, lo que es considerado como superstición y abiertamente contrario a la fe Cristiana, es denunciado abierta y explícitamente.
La CIICE (ICCEC) abre la posibilidad de que los miembros tengan algunas diferencias de opinión sobre los elementos considerados no esenciales de la fe, que no se exponen en el Catecismo de la CIICE (ICCEC) siempre que, en lo que se considera como esencial, haya comunión.
La CIICE (ICCEC) considera ser parte de la Iglesia, como cuerpo místico de Cristo, junto con todos los cristianos de diversas denominaciones o Iglesias no denominacionales, por medio de la unión espiritual de creer en Jesucristo como el Hijo de Dios y único medio de salvación.
De forma similar, la Iglesia Carismática Episcopal considera que, junto con la Iglesia Ortodoxa, la Iglesia Católica Romana y otras Iglesias con sucesión apostólica, forma parte de la Iglesia una, santa, católica y apostólica, aunque con distintos gobiernos, organizaciones, énfasis, y puntos de vista en algunos temas. Según su propia comprensión, esta conexión se establece a través de la sucesión apostólica legítima, los Sacramentos y la fidelidad a la sana doctrina ancestral y esencial del cristianismo.

### Confesiones de Fe
La Iglesia acepta como resumen y declaración de fe: el Credo de los Apóstoles, el Credo Niceno, y las declaraciones dogmáticas de los primeros siete concilios ecuménicos de la iglesia estatal de Roma.
En septiembre de 2006, el Consejo del Patriarca inició una iniciativa para establecer un catecismo oficial de la Comunión Internacional de la Iglesia Carismática Episcopal, designando el catecismo del Libro Americano de Oración Común (1979) como punto de partida. El objetivo declarado del concilio era que el nuevo catecismo reflejara la plenitud de la antigua fe católica y ortodoxa y la Reforma, tal como se expresa en el mundo contemporáneo. El Catecismo del CIICE (ICCEC) se ha puesto a disposición del público a través de Internet.La Iglesia desarrolló también un derecho canónico, del que se afirma no buscar regular legalistamente todos los aspectos de la expresión del culto y de la vida de los miembros de la Iglesia, si no que pretende proporcionar dirección, legalidad jurídica, unidad y orden, teniendo como base las Sagradas Escrituras y el legado apostólico, proporcionando espacios de apertura en las celebraciones sacramentales, para desarrollar la dimensión carismática y espontánea característica de la Comunión de la Iglesia Carismática Episcopal.

### Canon de las Sagradas Escrituras y su Interpretación
La Iglesia cree en el canon bíblico protestante de 66 libros de las Sagradas Escrituras; 39 libros del Antiguo Testamento, y 27 libros del Nuevo Testamento. La Iglesia cree que las Sagradas Escrituras contienen la única verdad necesaria y suficiente en cuanto a la salvación, y que nada debe ser enseñado en cuanto a la verdad de salvación, si no se encuentra en ellas. Por otra parte, la Iglesia permite la lectura de los libros deuterocanónicos en los púlpitos, como consejo para edificación personal, pero no como instrucción general en cuanto a verdad necesaria de salvación.
La Iglesia suele hacer hincapié en la interpretación de las Sagradas Escrituras, apreciando la tradición y visión apostólica y ancestral presente en los escritos de los Padres de la Iglesia de los primeros siglos. 
Al mismo tiempo, la CIICE (ICCEC) promueve, tanto en la predicación de sus ministros ordenados como en la fe de los laicos, lo que se puede considerar como una interpretación abierta a la inspiración personal del Espíritu Santo y a la experiencia personal y comunitaria de Dios, abriendo la posibilidad de que los miembros tengan algunas diferencias de opinión sobre los elementos considerados no esenciales de la fe, que no se exponen en el Catecismo de la CIICE (ICCEC), siempre que, en lo que se considera como esencial, haya comunión.

### Moral y Ética
La Iglesia también es conocida por promover y defender una ética moral y sexual cristiana tradicional; el llamado sacramento del matrimonio sólo se celebra entre un hombre y una mujer, y la ordenación sacerdotal sólo se confiere a varones. La CIICE (ICCEC) está ampliamente involucrada en el movimiento Pro Vida, que se opone contundentemente al aborto y proclama defender la vida desde la concepción hasta la muerte natural.

### Declaración de San Clemente
En 1999, la CIICE (ICCEC) emitió la Declaración de San Clemente, una declaración de principios que rigen la comunión de la CIICE en relación con otras entidades cristianas. Los artículos de la declaración son los siguientes:
"En ferviente anticipación de una futura revelación de la plenitud de la unidad de la Iglesia una, santa, católica y apostólica, la Comunión Internacional de la Iglesia Carismática Episcopal, se adhiere a estos artículos de unidad ejemplificados por la Iglesia Católica indivisa durante los primeros once siglos:
1.-Las Sagradas Escrituras, Antiguo y Nuevo Testamento, como la Palabra de Dios escrita, el principal testigo de la enseñanza apostólica, la fuente de alimento y fortaleza de la Iglesia.
2.-El Credo de los Apóstoles como símbolo bautismal; y el Credo Niceno como declaración suficiente de la fe cristiana.
3.-Los Siete Sacramentos establecidos por Cristo, incluyendo: Bautismo, Eucaristía, Confirmación, Confesión/Reconciliación, Santo Matrimonio, Orden, Curación/Unción.
4.-El Episcopado Histórico en Sucesión Apostólica, don de la autoridad de Cristo a la Iglesia y depositario de la fidelidad de la Iglesia a la enseñanza apostólica."

## Los 7 Sacramentos de la Iglesia Carismática Episcopal
Para la CIICE (ICCEC), los 7 Sacramentos fueron instituidos por Cristo, y en ellos se manifiesta y actúa, de forma real y visible, la gracia invisible de Dios, mediante los méritos de la obra redentora de Cristo y el poder activo del Espíritu Santo. Para la Iglesia, la sucesión apostólica es garantía de que esta autoridad dada por Cristo a los apóstoles, es eficaz en los Sacramentos y que en ellos el sacerdote y obispo actúa en persona de Cristo.
1. El Bautismo, se realiza con agua, por inmersión o aspersión, en el Nombre del "Padre, del Hijo, y del Espíritu Santo", incorporando a la persona en la Iglesia. La fe de la Iglesia sobre el bautismo se podría considerar cómo regeneracional, aunque con algunas distinciones y visiones dentro de la CIICE (ICCEC). En general la Iglesia cree que en el bautismo, por los méritos de Cristo, remueve el pecado de los orígenes y el pecado personal, si este es el caso; la persona recibe al Espíritu Santo que le hace hijo o hija de Dios por adopción, mediante Jesucristo el Hijo único de Dios. 
La CIICE (ICCEC) no ve el Bautismo ni ningún otro Sacramento, como una obra humana de mérito para la salvación, si no como una obra de Dios; manifestación y medio de la misma gracia salvadora, obtenida por los méritos de Cristo. Es por eso que la Iglesia cree que si una persona muere sin haber recibido el Sacramento del Bautismo, con arrepentimiento y fe en Cristo, es salvada.
Muchos miembros de la CIICE (ICCEC) promueven la oración del pecador, donde de forma personal tras haber creído, se manifiesta arrepentimiento, fe en Cristo, y aceptación de Él como Señor y Salvador. Mientras unos asocian más el momento de la conversión o recepción de la salvación a este momento, y otros al Sacramento del Bautismo, ambos elementos son vistos como intrínsecamente unidos a la misma realidad. 
La Iglesia promueve y practica el bautismo de infantes y acepta el bautismo cristiano de otras denominaciones si fue realizada con agua y con la fórmula trinitaria.
2. La Confirmación: según la fe de la Iglesia, proporciona la Gracia de Pentecostés y la recepción del Espíritu Santo de forma particular; se cree que confirma al creyente como discípulo y misionero de Cristo, por medio de la imposición de manos y unción con el óleo del Santo Crisma, por parte de un obispo con sucesión apostólica o un presbítero delegado por él.
En este sacramento los obispos muchas veces oran sobre los confirmados para que reciban la experiencia del Bautismo en el Espíritu Santo.
3. La Eucaristía: La Iglesia cree en la real presencia de Cristo en el Sacramento de la Eucaristía, también llamado Comunión. Mientras que algunos miembros de la CIICE (ICCEC) se inclinan más a la visión teológica de la transustanciación, otros a la consubstanciación,y otros a llamarlo simplemente "misterio", es elemento esencial de fe para la Iglesia Carismática Episcopal, creer que en el pan y el vino esta realmente y literalmente presente Cristo, y que es Cristo, en cuerpo, alma, sangre y divinidad. La CIICE (ICCEC) cree, que dentro de la celebración eucarística, desde que el sacerdote dice las palabras de la institución pronunciadas en la última cena, el pan y el vino se convierten verdaderamente en Jesucristo. Es decir, que a diferencia de la mayoría de las Iglesias Evangélicas, para la CIICE (ICCEC), esta celebración no es solo un acto simbólico, pero una realidad literal y sacramental; para la CIICE (ICCEC) el pan y el vino no representa el Cuerpo y la Sangre de Cristo, si no que es el Cuerpo y la Sangre de Cristo, bajo la forma de pan y de vino. En cuanto a la visión de la Eucaristía como Sacrificio, la CIICE no cree que en ella se repita el sacrificio de Cristo una y otra vez, si no que se hace presente el único sacrificio de Cristo; la gracia y los méritos del sacrificio de Jesús.
La Iglesia Carismática Episcopal tiene comunión abierta, es decir, que cualquier persona bautizada con la fórmula Trinitaria, incluyendo a personas de otras denominaciones cristianas, o incluso cualquier persona en una situación considerada de pecado, o irregular tal y como los matrimonios vueltos a casar, pueden recibir la Comunión en los servicios de la Iglesia, bajo la visión de no poder negar los beneficios y la gracia del Cuerpo y Sangre de Cristo a ninguna persona. 
Mientras que la celebración de la Eucaristía el domingo es el centro de adoración o culto de la CIICE (ICCEC), es posible que existan, aunque de forma menos común, otras devociones eucarísticas opcionales por parte de algunos de los miembros de la Iglesia, tal y como la llamada adoración y exposición del Santísimo Sacramento.
Por otra parte, es común la práctica de reservar el pan y el vino consagrados en el tabernáculo o sagrario, y el llevar la comunión a los miembros enfermos de la congregación local, también llamada parroquia.
4. El Sacramento de la Reconciliación: La CIICE (ICCEC) cree que la absolución de un obispo o sacerdote, dada después de confesar los pecados personalmente o en un contexto de celebración comunitaria, es uno de los medios por el cual el creyente se reconcilia con Dios de los pecados cometidos después de su Bautismo y su experiencia de conversión personal, por medio de los méritos de Cristo, el poder del Espíritu Santo, y la autoridad dada por Dios a los sacerdotes ordenados con sucesión apostólica de actuar en su nombre, en el contexto Sacramental.
La mayoría de los miembros no creen que este es el único medio de perdón de pecados después del Bautismo y la conversión personal; se promueven también la oración personal de arrepentimiento.
Los pecados confesados no deben ser divulgados a nadie (sigilo sacramental).
Muchos de los miembros y sacerdotes de la Iglesia creen y enseñan que, aunque el tratar de vivir una vida de arrepentimiento y buscar la santidad puede ser un signo de haber recibido la salvación por medio de la fe en Cristo, la salvación no se pierde por haber cometido un pecado, salvo si explícitamente se rechaza a Cristo y su misericordia, rehusando el arrepentimiento y su gracia. 
5. El Sacramento del matrimonio se celebra entre un hombre y una mujer, que simboliza la unción y entrega de Cristo y la Iglesia, y es hasta que la muerte los separe, salvo esa unión se considere nula por el derecho canónico y las autoridades propias de la Iglesia.
6. El Sacramento del Orden Sacerdotal El sacerdote o también llamado presbítero, al igual que el obispo, es el ministro ordenado que preside las celebraciones litúrgicas. El sacerdocio se confiere en la CIICE (ICCEC) solo a hombres, tanto casados como célibes, que se les considere llamados por Dios a esta vocación y ministerio. El Sacramento lo recibe el varón considerado llamado a este ministerio, después de un periodo de preparación y formación, según el criterio del obispo local. En la ceremonia se le realiza la imposición de manos sobre el futuro sacerdote, por parte de un obispos con la autoridad de la sucesión Apostólica de la CIICE (ICCEC). Se considera que el hombre que recibe este sacramento participa del sacerdocio ministerial de Cristo, y que es distintivo al sacerdocio de todos los creyente; se cree que el hombre ordenado recibe el poder para predicar con una autoridad particular, especialmente en el contexto de la Celebración Eucarística, así como la autoridad para celebrar eficazmente y en persona de Cristo los Sacramentos en la Iglesia, para beneficio de los creyentes.
El Sacramento del Orden tiene 3 grados en la CIICE (ICCEC): el diaconado, el sacerdocio ministerial o también llamado presbiterado, y el episcopado. 
El sacerdote u obispo que se ha divorciado o enviudado, puede seguir ejerciendo el ministerio, aunque no puede volver a casarse.
Los miembros de la CIICE suelen llamarle "padre" a los sacerdotes o presbíteros de la Iglesia.
7. El Sacramento de Sanacion o unción de los enfermos, donde un obispo o sacerdote unge con aceite y ora sacramentalmente por los enfermos, pidiendo sanción física, fuerza espiritual, o reconciliación para preparar al alma para la muerte y el encuentro con Dios, si este es el caso.
La Oración de Fe y la Experiencia Personal de Conversión
Muchos miembros promueven la oración de fe o la oración del pecador, que consiste en la aceptación personal de Cristo mediante el arrepentimiento personal y la confesión de fe en Él, como único Señor y Salvador, tras haber sido evangelizado y haber creído en el mensaje de salvación. 
Algunos miembros de la CIICE (ICCEC) asocian el instante en que fueron salvados al momento en que tuvieron una experiencia personal de conversión e hicieron esta oración, otros asocian su salvación al momento en que fueron bautizados, y algunos otros ven tanto la oración de fe y el Sacramento del Bautismo, como una realidad intrínsecamente unida, aunque se haya dado cronológicamente en momentos separados. 
Si la persona no esta bautizada, la experiencia de conversión y fe personal se da primero, después de un tiempo de instrucción, y la celebración del Sacramento del Bautismo se realiza posteriormente. Si la persona ya esta bautizada desde la infancia, se evangeliza e instruye después del Bautismo, esperando que posteriormente viva una experiencia personal de fe y conversión.
Muchos miembros de la CIICE (ICCEC) creen que la salvación no se pierde, al menos que explícitamente se rechace. Muchos perciben que un signo de la salvación puede ser el esfuerzo o deseo de vivir la vida Cristiana.

### El Bautismo en el Espíritu Santo
El Bautismo en el Espíritu Santo es promovido activamente por la CIICE (ICCEC) como una experiencia carismática y sensitiva, que se puede dar en el momento de conversión o en cualquier otro momento después de ella, y que empodera al creyente en su fe y ministerio. Se considera que lo mismo que sucedió en Pentecostés, es accesible para todos los creyentes de este tiempo. Esta experiencia se suele dar en la CIICE (ICCEC), ya sea mediante la imposición de las manos y oración de otros creyentes laicos u ordenados, o simplemente en un ambiente de fe y oración comunitaria. Uno de los carismas y manifestaciones que se pueden o no dar es el hablar u orar en lenguas, sin embargo, no se cree que es la única evidencia del Bautismo en el Espíritu Santo; otros carismas o experiencias personales se pueden dar.
No se considera que sea una evidencia de la salvación, si no más bien una gracia adicional que renueva y refuerza la fe y misión personal. 
Una de las condiciones para ser llamado y considerado como obispo de la CIICE, es haber experimentado el Bautismo en el Espíritu Santo. 
La CIICE (ICCEC) cree en todos los dones, frutos y carismas del Espíritu Santo, tales como lenguas, sanación, visiones, milagros, palabras de conocimiento y profecías, discernidas en la comunidad. La CIICE (ICCEC) desea evangelizar imitando el ministerio de Jesucristo; predicar e instaurar el Reino de Dios en los corazones, acompañado por signos y poder del Espíritu Santo, para conducir e invitar a las personas al arrepentimiento, conversión, y santidad de vida.

### Culto y Adoración con Enfoque Evangélica, Carismática y Litúrgico/Sacramental

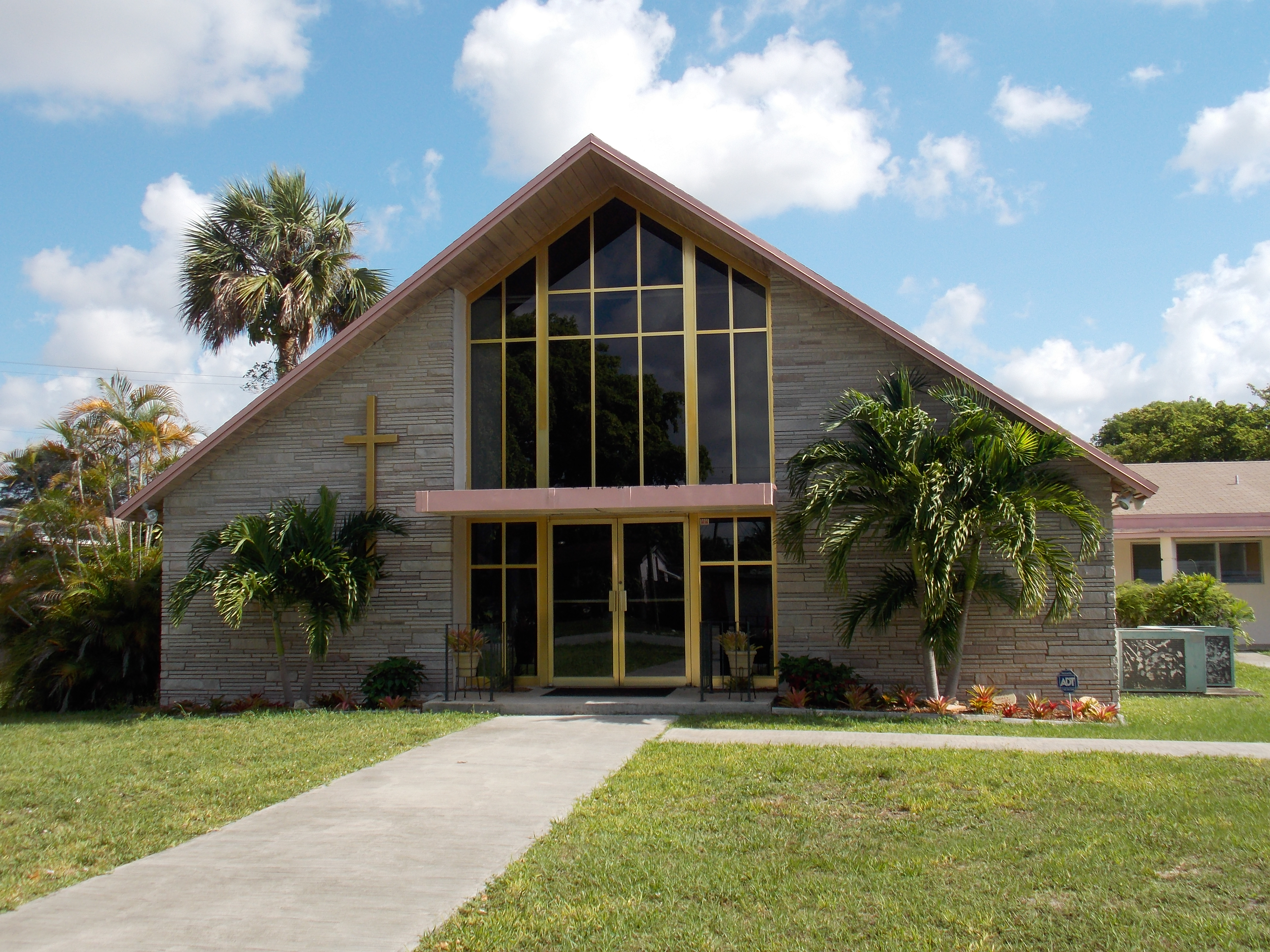
Iglesia Catedral de la Resurrección, de la Iglesia Carismática Episcopal en Miramar, Florida

El culto de la CIICE (ICCEC) se considera plenamente Evangélico, Carismática y Litúrgico/Sacramental.
A los servicios de adoración ordinarios, se les llama comúnmente Eucaristía, aunque algunos miembros le pueden llamar también Misa, o simplemente Servicio. 
En la dimensión Evangélica, la celebración eucarística de la CICE (ICCEC) pretende tener un énfasis Cristo-céntrico y con gran énfasis en las Sagradas Escrituras. La predicación suele enfocarse en como vivir los criterios del Evangelio en la vida ordinaria y en anunciar el mensaje de salvación, que conduzca a la persona a una experiencia personal de conversión. Muchas congregaciones locales suelen hacer después de la predicación la llamada a la salvación, donde se invita a las personas a repetir una oración para manifestar arrepentimiento y aceptar a Cristo como Señor y Salvador.
Aunque dentro de la celebración eucarística solo el ministro ordenado predica, en otras actividades se suele promover la predicación de los fieles laicos, así como ofrecer variedad de ministerios y servicios en los que los laicos tienen un amplio protagonismo. Además de la eucaristía dominical, las congregaciones locales suelen tener un servicio de adoración semanal, que consiste en alabanza y adoració, y en predicación o enseñanza realizado tanto por un sacerdote u obispo, como por un laico de la congregación.
Muchas congregaciones o parroquias promueven una evangelización vivencial,y la obra social  a los marginados y necesitados.
En la dimensión Carismática, toda la celebración eucarística esta acompañada por música de alabanza y adoración contemporánea, con instrumentos musicales modernos tales como la batería, la guitarra, el bajo, entre otros; esto para proporcionar un ambiente en el que los participantes puedan expresarse levando las manos o danzando, sí desean hacerlo. Muchas congregaciones tienen un momento especial de alabanza y adoración espontánea, después del canto litúrgico del "Gloria", aunque otras congregaciones realizan esto en otro momento de la celebración.
Es común que después de algunos cantos, algunos miembros de la congregación hablen, canten u oren en lenguas (glosolalia), así como que algunos otros hablen de palabras de conocimiento o sentires proféticos que dicen experimentar dentro de la oración. 
Muchas congregaciones locales cuentan con un ministerio de danza, conformado comúnmente por mujeres con panderos y listones que animan a los asistentes a participar de los cantos y la celebración de forma gozosa.
Es común que adicionalmente halla otros servicios de avivamiento, oración por sanción física o interior, así como por liberación espiritual. La CIICE (ICCEC), al igual que la mayoría de los movimientos Carismáticos, aunque cree en la sanidad divina, promueve también el cuidado de la salud a través de los especialistas médicos. 
Es frecuente que se ore por bautismo en el Espíritu Santo y que en el momento de la comunión halla personas laicas designadas para orar por las intenciones particulares de las personas e imponerles las manos a los que así lo deseen. 
En la dimensión Litúrgico/Sacramental, el esquema del servicio dominical, tiene una estructura similar, y en algunos casos casi idéntica a la de una Misa o Eucaristía de las Iglesias históricas, tales como la Iglesia Católica Romana o la Iglesia Anglicana, de la cual la mayoría de las congregaciones locales comparten el mismo libro de oración común. La celebración se divide en la liturgia de la Palabra y en la Liturgia Sacramental, todo esto según el calendario litúrgico utilizado por la CIICE (ICCEC); contempla el Tiempo Ordinario, el Adviento, la Navidad, la Cuaresma, y la Pascua. Dentro del Candelario litúrgico se celebran varias fiestas y solemnidades, tales como Cristo Rey, Pentecostés, entre otras.
Aunque hay elementos sólidos que no cambian, tales como el esquema general, las lecturas, ciertas oraciones litúrgicas y las palabras de la institución, la CIICE (ICCEC) brinda apertura para que exista especio para la espontaneidad y creatividad dentro de la Celebración. 
Durante el servicio eucarístico, el clero viste con el atuendo y las vestimentas clericales tradicionales, tales como el alba, la estola, y la casulla, entre otras; fuera el contexto de la Eucaristía, ya sea en otra actividad de la congregación o incluso en actividades seculares, los ministros ordenados, diácono, sacerdote, y obispo, pueden vestir con la indumentaria eclesiástica, e insignias características.
El principal servicio de culto de la semana es la Eucaristía . Muchas parroquias o congregaciones locales siguen la liturgia del Libro de Oración Común .
Algunas congregaciones locales y miembros de la Iglesia usan elementos simbólicos conocidos comosacramentales, tales como el agua bendita y el aceite para orar sobre las personas; sin embargo, otras congregaciones y miembros prefieren no hacerlo para no confundir los sacramentales como sacramentos o para enfatizar que el poder de la oración proviene del Espíritu Santo.
Algunas congregaciones ofrecen celebraciones eucarísticas semanales.

## Organización y Gobierno
La Comunión Internacional de la Iglesia Carismática Episcopal, es gobernada globalmente por un obispo primado en conjunto con un consejo de obispos, llamado secretaria general.
La CIICE (ICCEC) también promueve arduamente el consejo y liderazgo de los laicos en diversidad de ministerios y estructuras locales de las congregaciones.
1. 1 2 3 4 5  «About the ICCEC». Charismatic Episcopal Church (en inglés estadounidense). 9 de junio de 2020. Archivado desde el original el 18 de agosto de 2022. Consultado el 20 de julio de 2020. «On June 26, 1992, Father Randolph Adler was consecrated as the church’s first Bishop and Primate. This is the official started date of the CEC, the Charismatic Episcopal Church.»
2. 1 2  «About the Charismatic Episcopal Church». Charismatic Episcopal Church, North America Province (en inglés estadounidense). 3 de febrero de 2022. Archivado desde el original el 18 de agosto de 2022. Consultado el 18 de agosto de 2022. «In this respect the ICCEC exists as a “convergence of streams” — a unifier of the liturgical/sacramental, evangelical, and charismatic tributaries of the Church Universal, which flow into the one river, whose streams make glad the city of God, the Holy Place where the Most High dwells” (Psalm 46:4).»
3. ↑  «About Us | The CEC» (en inglés estadounidense). 3 de febrero de 2022. Consultado el 13 de noviembre de 2024.
4. ↑  Were, Abernego (21 de marzo de 2024). «History of the Charismatic Episcopal Church | The CEC». www.cecnortheast.org (en inglés estadounidense). Consultado el 13 de noviembre de 2024.
5. ↑  «Our Beliefs | We are a modern church with the Ancient Faith» (en inglés estadounidense). 7 de julio de 2020. Consultado el 13 de noviembre de 2024.
6. ↑  «Find a Church Near me | Pentecostal, Evangelical, catholic». Charismatic Episcopal Church (en inglés estadounidense). 2 de febrero de 2022. Consultado el 16 de diciembre de 2022.
7. ↑  «Charismatic Episcopal Church». Association of Religion Data Archives. Consultado el 19 de diciembre de 2023.
8. ↑  «History of the Catholic Apostolic Church of Antioch». Catholic Apostolic Church of Antioch (en inglés estadounidense). Archivado desde el original el 18 de agosto de 2022. Consultado el 18 de agosto de 2022. «When he was again ready for ministry, he approached Bishop Hampton of the Liberal Catholic Church, and Bishop Hampton consecrated him to the episcopate on June 22, 1957. Within a year, Archbishop Spruit founded the Catholic Apostolic Church of Antioch. Archbishop Spruit was the Patriarch of the Catholic Apostolic Church of Antioch from its founding until his retirement. Meri Louise Spruit, (Reynolds) considered by many, the person who was responsible for making both Herman Spruit and the church successful, was enthroned Matriarch on February 27, 1986. She continued in that position until her retirement in 2005.»
9. ↑  «Apostolic Succession». International Free Catholic Communion. Archivado desde el original el 18 de agosto de 2022. Consultado el 18 de agosto de 2022.
10. ↑  Bahr, Katie (27 de junio de 2012). «Local man ordained to Anglican ordinariate». Arlington Catholic Herald. Archivado desde el original el 18 de agosto de 2022. Consultado el 18 de agosto de 2022. «A former Anglican archbishop, Father Sly, 63, was raised in the Episcopal Church. For more than 30 years, he worked in parish and denominational ministry in the Wesleyan Methodist Church and in an Anglican jurisdiction serving churches in Michigan, Oklahoma, Kansas and Virginia. In 2006, while serving as an archbishop for the Eastern Province of the Charismatic Episcopal Church, he entered into the Catholic Church, along with his wife of 39 years. He is an active member of the St. Gregory the Great Ordinariate Community, a group of Anglicans entering the Catholic Church in Northern Virginia.»
11. ↑  https://www.cec-na.org/wp-content/uploads/2017/02/Church-Growth-Message.pdf, Charismatic Episcopal Church Of North America Primates Office 50 (Conference March 8-9 Orlando, Florida). «50 Saint Thomas Pl Malverne, NY 11565 Church Developmen».
12. ↑  «Catechism». Charismatic Episcopal Church (en inglés estadounidense). 4 de julio de 2017. Consultado el 18 de agosto de 2022.
13. ↑  «Catechism of the International Communion of the Charismatic Episcopal Church (2014)». Charismatic Episcopal Church. Archivado desde el original el 18 de agosto de 2022. Consultado el 18 de agosto de 2022.
14. ↑  «Constitution and Canons of the Charismatic Episcopal Church».
15. ↑  «Christian traditions merge in Charismatic Episcopal Church». KBIA (en inglés). 15 de febrero de 2014. Consultado el 24 de marzo de 2024.
16. ↑  «Our Publications and Documents». Charismatic Episcopal Church (en inglés estadounidense). 4 de julio de 2017. Consultado el 24 de marzo de 2024.

- Datos: Q3735771